# U-3501
U-3501 – niemiecki okręt podwodny z okresu II wojny światowej, pierwsza zwodowana jednostka typu XXI.

## Przebieg służby
Okręt został zwodowany 19 kwietnia 1944 roku w stoczni Schichauwert w Gdańsku, z uwagi jednak na powodowany chęcią zwodowania prototypu przed przypadającymi na 20 kwietnia urodzinami Adolfa Hitlera pośpiech, jednostka zeszła z pochylni w stanie niezdatnym do samodzielnego utrzymywania się na wodzie. Po zwodowaniu okręt zaczął nabierać wody – toteż znalezione w jego kadłubie szczeliny zostały tymczasowo zaczopowane drewnianymi kołkami, a utrzymujący się na powierzchni dzięki naprędce podczepionym pływakom okręt odholowano do pływającego doku. Do służby został przyjęty dopiero 29 lipca 1944 roku.